# Amastigos acutus
Amastigos acutus är en ringmaskart som beskrevs av Piltz 1976. Amastigos acutus ingår i släktet Amastigos och familjen Capitellidae. Inga underarter finns listade i Catalogue of Life.